# فرخنده‌های شمالی
فرخنده‌های شمالی (نام علمی: Piranga) سرده‌ای از پرندگان است که مدت‌ها در خانواده فرخندگان قرار داشتند، اما اکنون اعضای خانواده کاردینال‌ها، Cardinalidae هستند. نام سردهٔ پیرانگا از کلمه Tupi tijepiranga گرفته شده‌است که نام یک پرنده کوچک ناشناخته است.